# Bakary Sanneh
Bakary Sanneh (* 18. Juli 1959 in Gambia) ist ein ehemaliger Ringer aus dem westafrikanischen Staat Gambia. Er nahm an den Olympischen Spielen 1988 in Seoul teil.

## Olympia 1988
Er trat bei dem Wettbewerb der Ringer in der Kategorie Freistil in der Gewichtsklasse Halbschwergewicht (bis 90 kg) an und startete in der Gruppe B. Seinen ersten Kampf gegen Edwin Lins verlor er. In der zweiten Runde unterlag er dem Syrer Ahmed Al-Shamy, was für Sanneh nach zwei Niederlagen das Ende des Wettbewerbs bedeutete.